# شرف بن صويلح (حالمين)

تعديل مصدري - تعديل

شرف بن صويلح هي إحدى قرى عزلة حبيل الريدة بمديرية حالمين التابعة لمحافظة لحج، بلغ تعداد سكانها 97 نسمة حسب تعداد اليمن لعام 2004.